# Jacques Duchesneau de la Doussinière et d'Ambault
Pour les articles homonymes, voir Jacques Duchesneau (homonymie).
Jacques Duchesneau de La Doussinière et d'Ambault, chevalier (mort en 1696 à Ambrault), a été intendant de Nouvelle-France du 5 juin 1675 à l'automne 1682.

## Biographie
Jacques Duchesneau d'Ambrault, fils de Jacques Duchesneau, conseiller du roi, trésorier de France en la généralité de Tours, et de Renée Robin, est baptisé à l’église Saint-Saturnin de Tours le 20 février 1631. Il épouse, le 28 novembre 1654 à Tours, Jeanne Gille de La Grue,  fille de Jean Gilles, seigneur de La Grue, et de Geneviève Blatier du Belloy.
Il devient conseiller du roi, trésorier de France, commissaire de la généralité de Tours vers 1664 et général des finances du roi en Touraine.
Louis XIV, très satisfait de lui, le nomme intendant de Nouvelle-France le 5 juin 1675, la Nouvelle-France était privée d'intendant depuis le départ de Jean Talon en 1672. Son séjour à Québec est marqué par sept années de querelles avec le gouverneur Louis de Buade de Frontenac qui conduisent au rappel en France des deux protagonistes. Ces tensions sont dues au fait qu'entre 1672 et 1675, Frontenac avait cumulé les deux postes de gouverneur et d'intendant. De plus, Duchesneau avait reçu de nouvelles instructions : il était le président effectif du Conseil souverain, le gouverneur n'en était plus que le président honoraire, même s'il était le chef de la colonie. Frontenac est rappelé en France le 9 mai 1682, François de Montmorency-Laval, évêque de Québec étant nommé gouverneur provisoire pour la deuxième fois. Quant à Duchesneau, il est rappelé à l'automne 1682 et finit ses jours dans sa propriété berrichonne d'Ambrault où il meurt en 1696.